# Couteau à gratter les anches
Pour les articles homonymes, voir couteau (homonymie) et grattage.

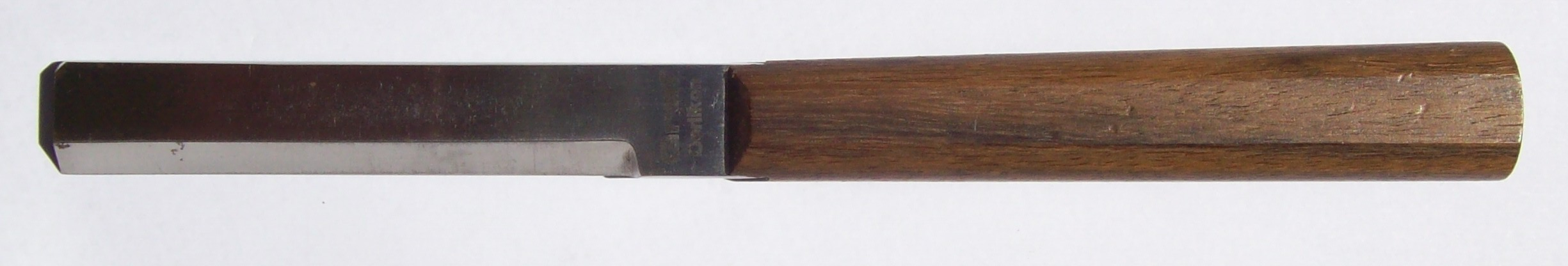
Couteau à gratter les anches.

Un couteau à gratter les anches (appelé aussi couteau à anche) est un couteau spécial servant au musicien à gratter, et non couper, les anches, étape finale de la facture artisanale des anches simple ou double, et également pour les opérations de retouche manuelle sur des anches fabriquées industriellement.
Un couteau à anche doit avoir un bon équilibre afin de maîtriser la pression et la précision à exercer lors du grattage sur le biseau de l'anche. 
La lame du couteau est traditionnellement en acier trempé, parfois en céramique. Son profil est généralement droit à un seul biseau et son fil est affûté à la façon d'un rasoir droit. Il existe des modèles pour gaucher ou pour droitier. 
Le fil doit être recourbé et tourné dans le sens du grattage et à la main du musicien ; le grattage s'effectue dans le sens du talon vers la pointe, jamais dans l'autre sens. 
Il existe des modèles droits ou pliables pour hautbois et d'autres pour basson.
Certains musiciens dérivent des  couteaux à lame droite fabriqués pour d'autres usages comme un couteau à greffer (ou greffoir)...

## Grattage des anches doubles
De gauche à droite :

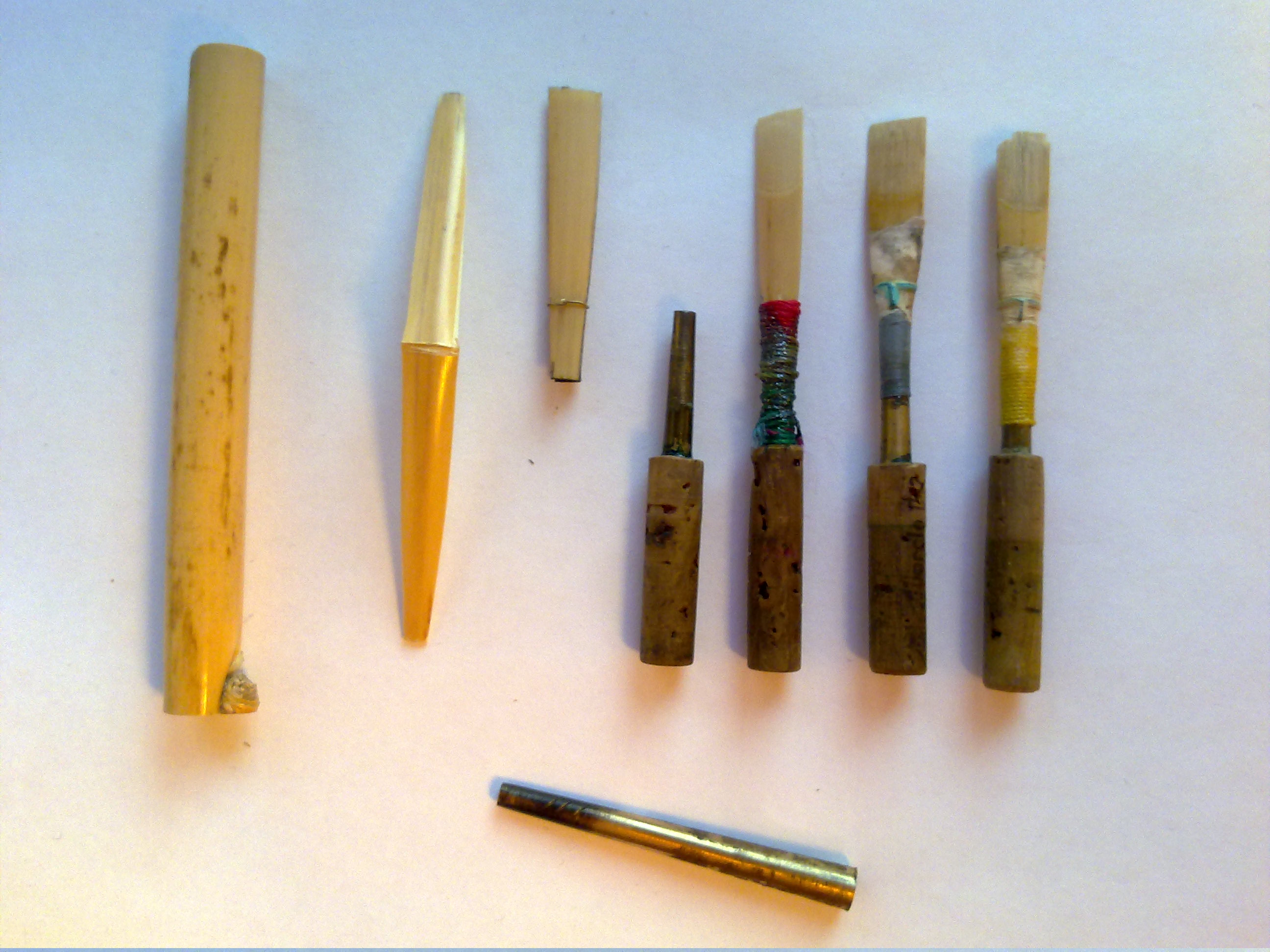
Étapes de fabrication d'une anche de hautbois.

- en haut : canon de roseau brut, roseau gougé taillé, roseau gougé taillé plié et lié, tube, trois anches montées et grattées de plus en plus usées ;
- en bas : tube sans liège.

La fabrication des anches doubles est enseignée par les professeurs d'instruments à anche double. L'opération de grattage est l'étape finale et délicate qui permet d'équilibrer une anche. Cette opération nécessite de nombreuses expérimentations et comporte une part importante de tradition orale. 

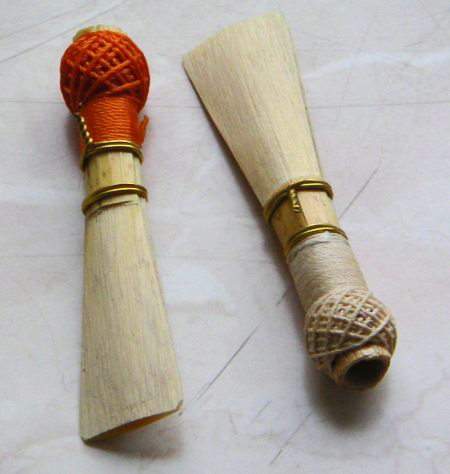
Anches doubles de basson.

À de rares exceptions, le sujet de la fabrication et du grattage des anches est souvent éludé dans les méthodes instrumentales pour instruments à anche double tel :

« Anches de hautbois. Cette partie est très délicate, et fait cependant le principal mobile de l'instrument ; car tout dépend d'une bonne anche ; aussi est-il peu de professeurs qui ne sachent le faire. Cela est d'autant plus important que chacun les fait, selon son emboûchure, plus ou moins fortes. Pour faire une bonne anche, il faut du bon roseau et ce roseau doit être bien mûr et fin, car celui dont on se sert pour les anches de clarinettes et de bassons, ne vaut rien pour le hautbois, la facture ne saurait gûere se démontrer par écrit à cause des différents outils qu'il faut employer : il n'y a que la pratique en cela, qui fait réussir et en les voyant faire par d'autres, mais l'essentiel est, qu'il faut l'anche soit bien vuidée également et bien liée sur son fût de cuivre »

— Amand van der Hagen, Méthode nouvelle et raisonnée pour le hautbois divisée en deux parties (Paris, Naderman, c. 1792)

## Grattage des anches simples

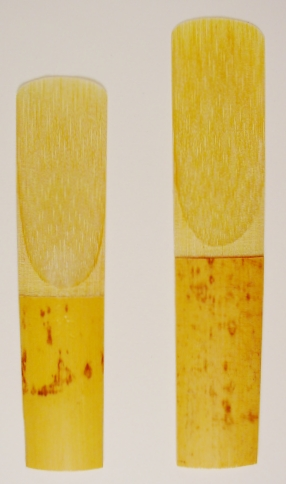
Anches simples de saxophone alto et ténor. Le biseau à gratter est la partie supérieure.

« Lors du grattage, il est important, pour ne pas faire de « bosses » sur l'anche, de  « croiser les traits », c'est-à-dire, d'orienter différemment à chaque fois la lame du couteau par rapport au sens des fibres de l'anche. Le grattage se fait toujours en allant du talon vers la pointe de l'anche, jamais dans l'autre sens. Fondée sur son expérience, chaque artiste a sa méthode, à laquelle il tient beaucoup, pour l'utilisation et la rotation de ses anches. »

— Ernest Ferron, Clarinette, mon amie (1994). 

## Transport aérien

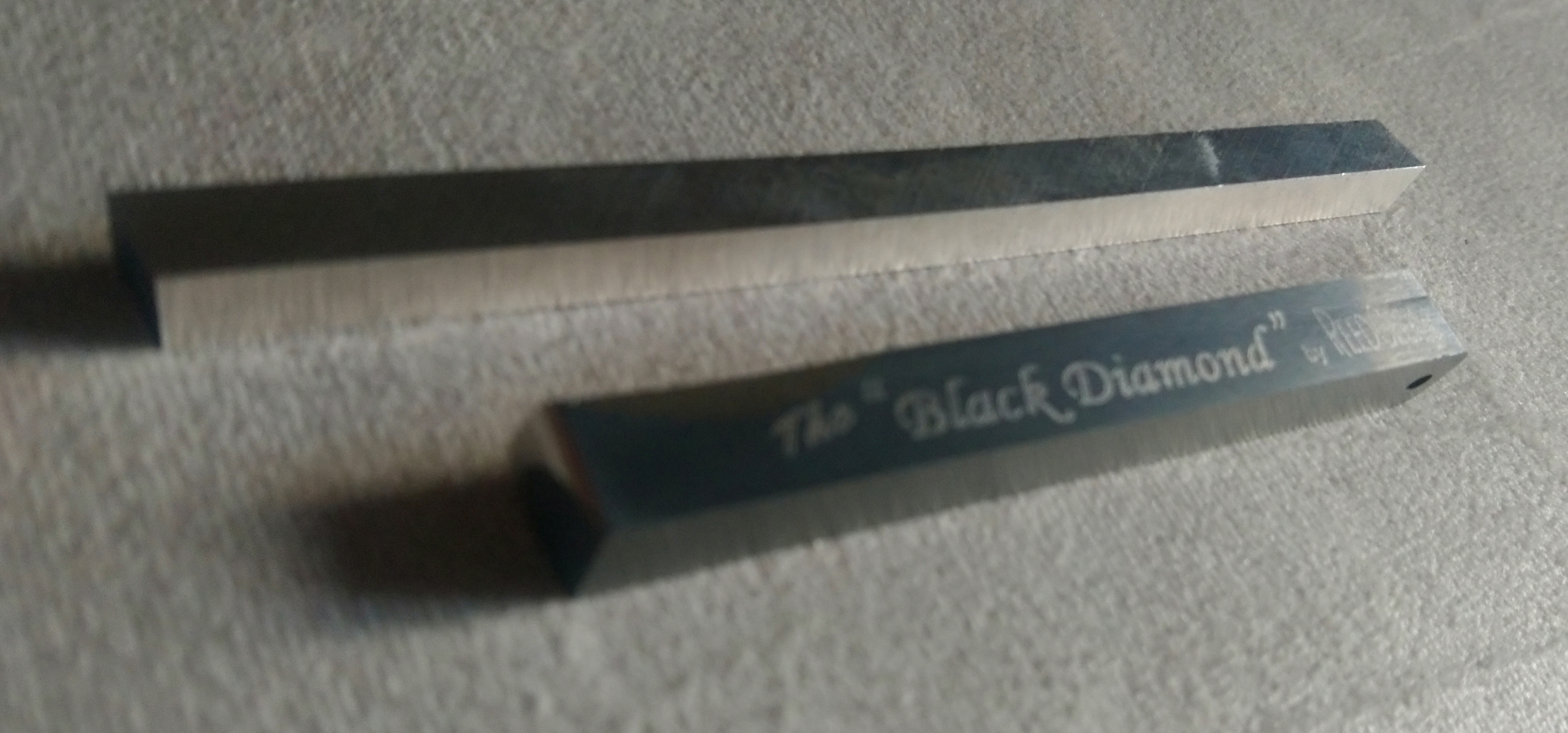
Barreau carré rectifié (outil de tour) et Black Diamond G4 de ReedGeek.

Face à l'impossibilité de prendre en cabine un couteau tranchant en transport aérien, le musicien peut utiliser des objets de type outil de tour (barreau carré rectifié en acier rapide...) acceptés en cabine.